# Pithecoctenium
Pithecoctenium é um género botânico pertencente à família Bignoniaceae.

## Sinonímia
Anomoctenium, Leiogyne, Neves-Armondia

### Espécies
Apresenta 38 espécies:
Pithecoctenium aubletii Pithecoctenium botryoides Pithecoctenium buccinatorium
Pithecoctenium calystegiodes Pithecoctenium calystegioides Pithecoctenium carolinae
Pithecoctenium catharinae Pithecoctenium cinereum Pithecoctenium clematideum
Pithecoctenium cordifolium Pithecoctenium crucigerum Pithecoctenium cuneifolium
Pithecoctenium cynanchoides Pithecoctenium dolichoides Pithecoctenium echinatum
Pithecoctenium frutescens Pithecoctenium glaucum Pithecoctenium glaziovii
Pithecoctenium granulosum Pithecoctenium guianense Pithecoctenium hatschbachii
Pithecoctenium hexagonum Pithecoctenium laxiflorum Pithecoctenium lundii
Pithecoctenium muricatum Pithecoctenium obovatum Pithecoctenium panamense
Pithecoctenium parviflorum Pithecoctenium phaseoloides Pithecoctenium reticulare
Pithecoctenium rufescens Pithecoctenium scabriusculum Pithecoctenium squalus
Pithecoctenium stipulare Pithecoctenium tenuiflorum Pithecoctenium tribrachiatum
Pithecoctenium uleanum Pithecoctenium vitalbae